# Алапокотылькы
Алапокотылькы; Алапокаптыльяха (устар. Алапокотыль-Кы) — река в России, протекает по территории Пуровского района Ямало-Ненецкого АО. Впадает в Часельку в 220 км от устья. Длина реки — 69 км.
Высота истока — 50,1 м над уровнем моря.
Система водного объекта: Часелька → Таз → Карское море.

## Притоки
- 17 км: Лангальяхако (лв)
- 22 км: река без названия (пр)
- 32 км: Хойрутутарка (пр)
- 34 км: река без названия (лв)
- 42 км: Локаяхако (лв)
- 45 км: Юмынтыяхако (лв)

## Данные водного реестра
По данным государственного водного реестра России относится к Нижнеобскому бассейновому округу, водохозяйственный участок реки — Таз, речной подбассейн реки — подбассейн отсутствует. Речной бассейн реки — Таз.
Код объекта в государственном водном реестре — 15050000112115300067707.